# Edward Etzel
Edward Frederick „Ed“ Etzel junior (* 6. September 1952 in New Haven, Connecticut) ist ein ehemaliger US-amerikanischer Sportschütze und Professor der Psychologie an der West Virginia University.

## Sportliche Erfolge
Edward Etzel wurde 1978 in Seoul mit der Kleinkalibergewehr-Mannschaft im Dreistellungskampf Weltmeister. Er nahm an den Olympischen Spielen 1984 in Los Angeles mit dem Kleinkalibergewehr in den Konkurrenzen im liegenden Anschlag auf 50 m und im Dreistellungskampf teil. In Letzterem belegte er mit 1142 Punkten den geteilten 15. Platz. Im liegenden Anschlag stellte er den Olympiarekord von 599 Punkten ein, sodass er vor Michel Bury und Michael Sullivan die Goldmedaille gewann und Olympiasieger wurde. Während seiner Karriere gewann er elf nationale Titel. Von 1974 bis 1976 war er Offizier der US Army in Fort Benning, für die er auch im Sportschießen aktiv war. Von 1976 bis 1989 war er als Schießtrainer an der West Virginia University tätig.

## Akademische Laufbahn
Etzel machte zunächst 1974 einen Abschluss in Biologie am Tennessee Technological Institute, ehe er 1979 einen Masterabschluss in Physical Education an der West Virginia University erwarb. Nach seinem Olympiasieg 1984 begann er seine Promotion in Psychologischer Beratung an der Duke University, ehe er diese 1989 mit einem Doctor of Education an der West Virginia University abschloss. An dieser arbeitete er später auch als Professor im Fachbereich Sportwissenschaften.